# 成人識別自動販売機
成人識別自動販売機（せいじんしきべつじどうはんばいき）は、年齢を確認しなければ商品やサービスを購入することをできなくした自動販売機。普段は販売中止や売切状態になっており、各方式の年齢確認が行われれば、販売可能となる。

## 種類
- 酒 - 全国小売酒販組合中央会が、従来型の撤廃を決定
- たばこ
- アダルト商品

## 方式と課題
- カード
  - taspo（たばこ自動販売機）
2008年より日本たばこ協会（TIOJ） が導入する。なお、NTTドコモの3G回線(FOMA)の終了に伴い、2026年3月31日でサービスの提供を終了する[1]。
  - 酒カード
各酒屋が個別に発行した酒passを機械に挿入し購入。手間がかかるため普及しなかった。
- 運転免許証
酒自販機でもっとも普及した方式。実際には稼動していない場合が多い。
- インターホン確認方式
インターホンのボタンを押すと、酒屋の店主が応答し、付属のカメラで確認する。見た目で確認するため「対面確認方式」とも呼ばれる。
- 顔認証方式
生体認証の一種である顔認証での成人識別をおこなうもの。顔の骨格や器官の位置関係で推定を行う。人によっては（特に20歳前後）外見で判断できない場合があるので、運転免許証方式を併用している。たばこ自販機で開発される。たばこ自販機では2008年3月に鹿児島県、宮崎県で導入され、2008年7月には全都道府県で導入された。また、実際の顔ではなく、顔を写した写真をかざしても認証されるという偽装認識については、製造元が迅速な対処をする[2]。